# Pollywood
Pollywood (Urdu) – nieoficjalna nazwa pakistańskiego zagłębia filmowego związanego z miastem Peszawar. Nazwa Pollywood jest zbitką słów Peszawar i Hollywood. Czasem odnoszona jest także do filmów pendżabskich.

## Aktorzy Pollywood
- Abid Gumryane
- Ajab Gul
- Ali Muslim
- Ali Tahir
- Arbaaz Khan
- Aryan Khan
- Asif Khan
- Babra Raj
- Badar Munir
- Dilbar Munir
- Imran Khan
- Jangreez
- Jehangir Khan
- Kaleem Shah
- Naemat Sarhadi
- Saeed Munir
- Shah Jee
- Shahid Khan
- Sher Zaman
- Siddiq Khan Khattak
- Taimur Shah
- Tariq Shah
- Umar Khan

## Aktorki Pollywood
- Alisha
- Asima
- Asma
- Jabina Khan
- Najeeba Faiz
- Meena Naz
- Nazia Hafiz
- Rania Nooh
- Shabina Khan
- Musarrat Shaheen
- Saba Shaheen
- Shabnum Chaudry
- Yasmin Khan

## Reżyserzy Pollywood
- Abide Naseem
- Ajab Gul
- Arbaz Khan
- Arshad Khan
- Aziz Tabassum
- Aziz Shamim
- Darvaish
- Inayat ullah khan
- Jamil Ahmad
- Liaqat Ali Khan
- Mir Hamza Shinwari
- Nasim Khan
- Qaiser Sanober
- Saeed Ali Khan
- Shahnaz Begum
- Tanvir Khan